# 陳立明
陳立明（Chen Liming，1987年4月20日—），生於中國廣州，香港職業足球運動員，司職前鋒。

## 球會生涯
陳立明生於中國廣州，自小已愛踢足球，後來加入廣州隊青年軍，經過與三百多人的競爭後，他終於成為廣州隊14歲以下成員，球隊在2004至2005年球季組隊來港參加香港甲組足球聯賽，當時17歲的陳立明在港甲嶄露頭角，整季取得三個入球，他於2006年正式進入廣州醫藥一線隊，但沒有得到出場機會，雖然未曾為廣州隊一隊上陣，但陳立明轉輾到番禺加盟珠三角職業足球聯賽球隊番禺明珠，延續職業球員生涯，踢五人及七人足球聯賽，後來他在番禺明珠董事長鄧國華和番禺區足球協會會長陳偉的推薦下，在2009年7月來到香港的地區球隊大埔試腳，當時試腳的還有荊騰和車潤秋，球迷稱他們為「明珠三寶」，其中在2009年球隊殺入足總盃決賽擊敗天水圍飛馬，陳立明亦奪得首個職業生涯的冠軍，球隊更在2010年衝出香港殺入亞協盃分組賽，和富大埔雖然在2013年和2015手兩度降班，陳立明依然留隊為球隊爭取升班，但大埔在2016年改由李志堅任主教練，陳立明在缺乏上場的機會下，獲R&F富力主教練李志海親自聯絡他，邀請加盟球隊協助護級，2017年2月17日，陳立明於R&F富力在香港足球會球場作客港會的護級大戰，取得加盟後的首個入球，最終R&F富力以4–3勝出。
2018年夏天，陳立明加盟香港甲組聯賽球隊愉園。

## 國際賽生涯
2005年，陳立明入選中國國家青年足球隊，時任主教練為賈秀全，並曾到緬甸踢比賽，當時的隊友是國家隊主力成員王大雷、黃博文和楊旭等人，均是現時年薪過百萬元的國內頂級球員。於2011年入選香港代表隊的省港盃名單，但兩場比賽都沒上陣。

## 榮譽
和富大埔
- 香港足總盃冠軍（2008–09季度）
- 香港高級組銀牌冠軍（2012–13季度）

## 外部連結
- 香港足球總會官方網站球員資料 （页面存档备份，存于）